# Strass

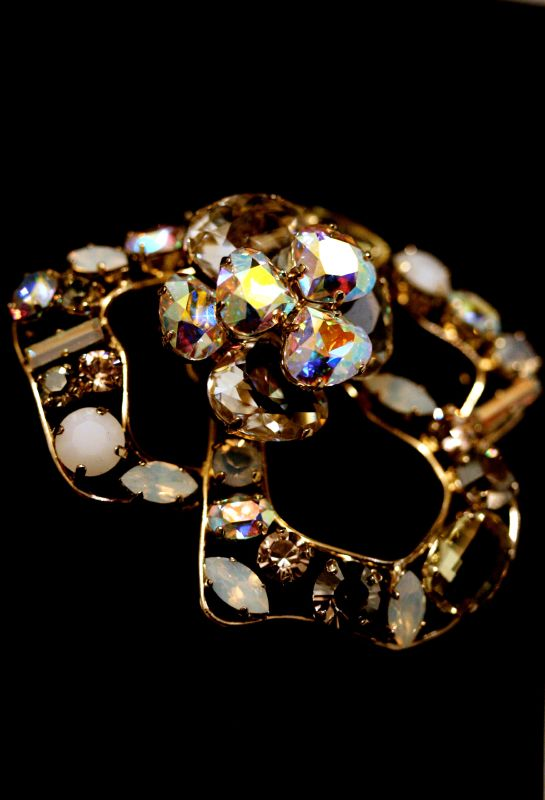
Brosche Modeschmuck mit Strasssteinen

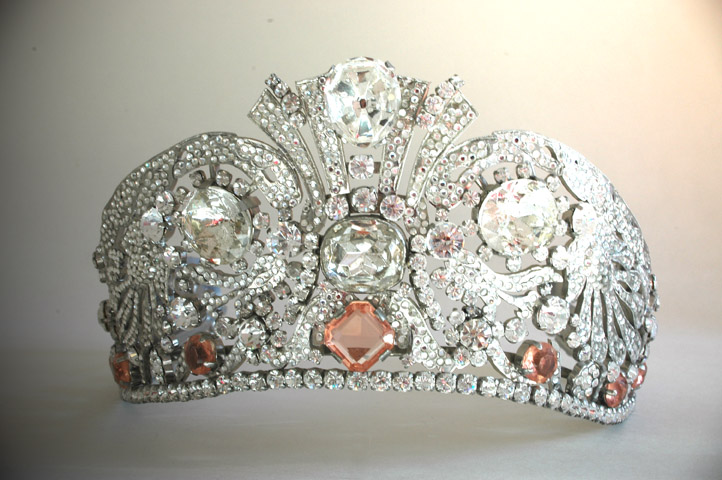
Strass-Diadem

Strass (auch Stras) bezeichnet Glas-Steine aus bleihaltigem Glasfluss (Email), die im 18. Jahrhundert vom elsässischen Juwelier Georg Friedrich Strass als Diamantimitate erfunden wurden. Daher wurde Strass damals und heute noch als Simili bezeichnet. Im Englischen werden sie auch als Rhinestone bezeichnet, weil die von Strass geschliffenen Kristalle aus dem Rheintal stammten. „STRASS“ ist seit 1998 eingetragenes Warenzeichen der Swarovski KG.
Strass ähnelt in Glanz und Farbstreuung dem Diamanten, ohne aber dessen Lichtbrechungsindex und Härte zu besitzen.

## Geschichte

### Kontext
Seit jeher waren Diamanten ein Zeichen von Reichtum und Macht. Der Abbau von Diamanten war zu jeder Zeit extrem mühsam, ebenso wie das anschließende aufwendige Zurechtschleifen der zunächst meist unansehnlichen Rohdiamanten, was fertige Diamanten zu einem begehrten Luxusgut machte. Nur wer vermögend genug war, konnte sich solche Schmucksteine leisten. So kam der 1304 erstmals erwähnte Koh-i Noor (108 Karat, in seiner Rohform vermutlich 600 Karat (120 Gramm)) in den Besitz des Khan von Malwa (Afghanistan) und schmückt heute die britischen Kronjuwelen. Diamanten verliehen dem Adel seinen buchstäblichen Glanz. Um das 15. Jahrhundert verlegte man sich darauf, auch kleinere Diamanten zu schleifen, um als Beiwerk den Wert anderer Edelsteine zu erhöhen. Das Schmuckhandwerk entwickelte sich, es entstanden immer raffiniertere Meisterstücke.
Während der Renaissance schritt die Herstellung von Glas voran und ermöglichte es ein transparenteres und klareres Ergebnis zu erzielen: Kristallglas, eine kristallklare Glasart, die sich vorzüglich für geschliffenes Glas eignet. Damit stellten Handwerker, die auch „Crystalliers“ genannt wurden, Imitationen von Diamanten her. Als Schmuck in größerer Ausführung ist Kristallglas jedoch zu zerbrechlich. 
Eine der ersten überzeugenden Imitationen von Diamanten entwickelte der elsässische Chemiker und Juwelier Georg Friedrich Strass (französisch: Georges Frédéric Strass, 1701–1773). Er widmete sich ab 1730 im eigenen Betrieb in Paris speziell der Herstellung dieser Simili (lat. similis: ähnlich). Er fügte den zur Glasherstellung beigefügten Kieselsäuren Bleimennige hinzu, um ein Glas mit einem helleren Aussehen zu erhalten. Diesen Effekt verstärkte er durch Unterlegen einer Zinnfolie, ähnlich wie bei Spiegelglas. Damit hatte er großen Erfolg und durfte sich seit 1734 Juwelier des Königs nennen.
Die Bezeichnung pierres de strass („Steine von Strass“) bürgerte sich im deutschen Sprachraum in der Abkürzung „Strass“ als Synonym für Diamant-Imitationen ein.
Daneben wird auch geschliffenes Bleikristall-Glas für Lüsterbehang als Strass bezeichnet.

## Materialeigenschaften
Der Strass-Stein hat eine Mohshärte von 5 und enthält Bleimennige (Pb3O4), was die störende Grünfärbung des Glases verhindert. Die Steinunterseite ist meist mit einer spiegelnden Schicht überzogen (foliert), die in Verbindung mit der Facettierung zu einer reichen Lichtbrechung führt. 
Farblose Strass-Steine können auch mit Metalloxiden bedampft sein, was durch Brechung und Interferenz des Lichts an der Grenzfläche zu einem irisierenden Farbenspiel führt. Mehrfarbige Strass-Steine, die geschliffen und auf der Rückseite verspiegelt sind, werden auch als Rheinkiesel bezeichnet. Allerdings ist dieser Begriff irreführend, da er eigentlich für eine Varietät des Minerals Quarz bzw. Bergkristall steht, die als abgerollte Kieselsteine im mitgeführten Geröll des Rheins gefunden werden.

## Verwendung
Verwendet wird Strass heutzutage als Modeschmuck und zum Besatz von Kleidung.

## Hotfix- oder Hot-Glue-Strass-Steine
Eine Weiterentwicklung von Strass-Steinen sind Hotfix- bzw. Hot-Glue-Strass-Steine. Diese sind auf der Rückseite mit einem Thermokleber versehen, der sich bei ca. 120 °C verflüssigt und durch Aufsetzen mit dem Trägerstoff verbindet. Durch diese Entwicklung können Strass-Steine aufgebügelt bzw. appliziert werden. Angewendet wird Hot-Glue auf Stoff, Holz, Wildleder und porösen Oberflächen allgemein. Nicht geeignet ist es bei glatten Oberflächen wie Kunststoff. Sehr gefragt ist diese Art von Material in der Textilindustrie für Turniertanz und Kostümdesign.

## Trivia
Glen Campbell hat 1975 den Song Rhinestone Cowboy veröffentlicht.